# Christoph Hermann von Schweder
Christoph Hermann von Schweder (* 5. Januar 1678 in Kolberg; † 24. September 1741 in Stettin) war ein deutscher Jurist.

## Leben
Er war ein Angehöriger der in den Niederlanden, in Dänemark und in Pommern verbreiteten Patrizierfamilie Schweder. Die Familie sollte ursprünglich aus Schottland stammen und adlig gewesen sein, doch ist dies nicht nachweisbar. Er war Sohn des kurbrandenburgischen Hof- und Konsistorialrats Hermann Schweder, eines promovierten Juristen. Seine Mutter war eine geborene Kundenreich, einzige Tochter des Kolberger Juristen und Bürgermeisters Christoph Kundenreich. Der renommierte Rechtsgelehrte Gabriel Schweder war sein Vetter. 
Schweder wurde in seiner Geburtsstadt Kolberg zunächst von einem Privatlehrer unterrichtet und besuchte dann ab 1695 die öffentliche Schule in Kolberg und ab 1696 das Gröningsche Kolleg zu Stargard in Pommern. Ab 1699 studierte er vier Jahre lang an der Universität Tübingen Rechtswissenschaften, Philosophie und Geschichte. In den Rechtswissenschaften wurde er insbesondere von seinem Vetter Gabriel Schweder und von Ferdinand Christoph Harpprecht und Stephan Christoph Harpprecht unterrichtet. Philosophie und Geschichte studierte er bei Andreas Adam Hochstetter und bei Johann Christian Neu. 
Später arbeitete er als Jurist in Pommern. Er begann als Referendar beim Hofgericht Stargard. Später war er in Stettin tätig, wo er 1721 Direktor des Sanitatskollegiums mit dem Titel eines Geheimen Rates wurde. 1733 wurde er auch Kurator des Akademischen Gymnasiums zu Stettin. In der Fachwelt hatte er sich durch sein 1712 veröffentlichtes Buch Theatrum historicum praetensionum einen Namen gemacht. Es erschien 1727 in einer zweiten Auflage, die von Adam Friedrich Glafey bearbeitet worden war.
Schweder erhielt 1724 ein Reichsadelsdiplom, das 1729 für Preußen von König Friedrich Wilhelm I. bestätigt wurde. Schweder besaß Neuenhagen, Streitz und Rothlow. Ferner kaufte er im Jahr 1738 das Gut Ramelow bei Köslin auf 30 Jahre, das nach seinem Tod in den Besitz seines einzigen Sohns, Philipp Ernst von Schweder, überging. Er hatte außerdem noch eine Tochter.

## Schriften
- Diss. de dinumeramentis et reversalibus feudi, vulgo Lehnreversen. Tübingen 1703.
- Theatrum historicum praetensionum et controversiarum illustrum in Europa. Oder historischer Schauplatz der Ansprüche und Streitigkeiten hoher Potentaten und anderer regierender Herrschaften in Europa. Leipzig 1712. 894 Seiten. Neuauflage: Leipzig 1727, 908 Seiten (zeitgenössische Rezension)
- Gründliche Nachricht von Gericht- und aussergerichtlicher Anschlagung der Güter, nach dem jährlichen Abnutz, was dabey nicht alles von Richtern, Commissarien, Notarien, Feldmessern, Zeugen und Parteyen, sondern auch insgemein, und besonders in dem Herzogthum Pommern und dem Fürstenthum Cammin, in Acht zu nehmen. Stettin 1716. (Digitalisat in der Digitalen Bibliothek Mecklenburg-Vorpommern)